# Пешко, Золтан
Золтан Пешко (венг. Peskó Zoltán; 15 февраля 1937 — 31 марта 2020) — венгерский дирижёр и композитор-авангардист.

## Биография
Родился в лютеранской семье церковных музыкантов (отец — органист Золтан Пешко-старший, активный участник проводившихся в Венгрии реформ в сфере церковной музыки, считается также одним из наиболее значительных венгерских органистов 1930—40-х годов; старший брат — Дьёрдь Пешко, тоже известный органист, специализирующийся на музыке Баха).
Музыкальное образование получил в Будапеште. После окончания Музыкальной академии Ференца Листа работал дирижёром и композитором киномузыки и музыки к спектаклям в Венгерском государственном оперном театре и на телевидении. В январе 1964 года покинул Венгрию. Совершенствовал своё мастерство в Италии и Швейцарии. В Национальной академии Санта-Чечилии в Риме изучал композицию у Гоффредо Петрасси и дирижирование у Франко Феррары. В 1965 занимался дирижированием с Пьером Булезом в Базеле. В период с 1966 по 1973 годы работал в Немецкой опере в Берлине (в 1966—69 ассистировал Лорину Маазелю), а также преподавал в Государственной высшей школе музыки и изобразительных искусств.
В 1970 дебютировал в Ла Скала, поставив за один сезон «Улисса» Даллапикколы, «Огненного ангела» Прокофьева и «Мнимую садовницу» Моцарта. Начал обретать широкую международную известность. В качестве приглашённого дирижёра работал по всей Европе, в Южной Америке, СССР и США. В 1973 году был назначен главным дирижёром Театро Комунале в Болонье, тремя годами позже — Ла Фениче в Венеции. С 1978 по 1983 год руководил оркестром RAI в Милане. В 1977—80 выполнил реконструкцию первой (незавершённой) оперы Мусоргского «Саламбо», премьеру которой исполнил в ноябре 1980 года в Милане, а затем неоднократно играл в различных европейских городах. С 1995 по август 1999 года занимал должность генеральмузикдиректора Немецкой оперы на Рейне (Дюссельдорф). С 2001 по 2005 возглавлял Португальский симфонический оркестр и лиссабонский Национальный театр Сан-Карлуш. С 2000 года проводил мастер-классы для молодых дирижёров на фестивале музыки Бартока в Сомбатхее.
Регулярно приглаша
лся на крупнейшие музыкальные фестивали Европы. Широчайший по своему спектру репертуар Песко включал музыку от Ренессанса до авангарда. Особое внимание уделял современной музыке. В послужном списке Песко премьеры сочинений Даллапикколы, Ксенакиса, Буссотти, Донатони, Жоливе, Куртага, Рима и многих других. Событиями стали премьера немецкой версии оперы «Лес» Рольфа Либермана в 1988 году в Шветцингене, а также первое исполнение «Блимунды» Ацио Корги в 1990 году в Милане.
Как композитор известен авангардными работами, в числе которых струнный квартет «Натяжение» (Tensions), «Трансформация» (Trasformazione) для оркестра, «Портрет одного святого» (Bildnis einer Heiligen) для сопрано, детского хора и камерного оркестра, а также «Знаки» (Jelek) для клавишных инструментов.